# Lepthyphantes constantinescui
Lepthyphantes constantinescui là một loài nhện trong họ Linyphiidae.
Loài này thuộc chi Lepthyphantes. Lepthyphantes constantinescui được miêu tả năm 1989 bởi Georgescu.